# セントルイス万国博覧会

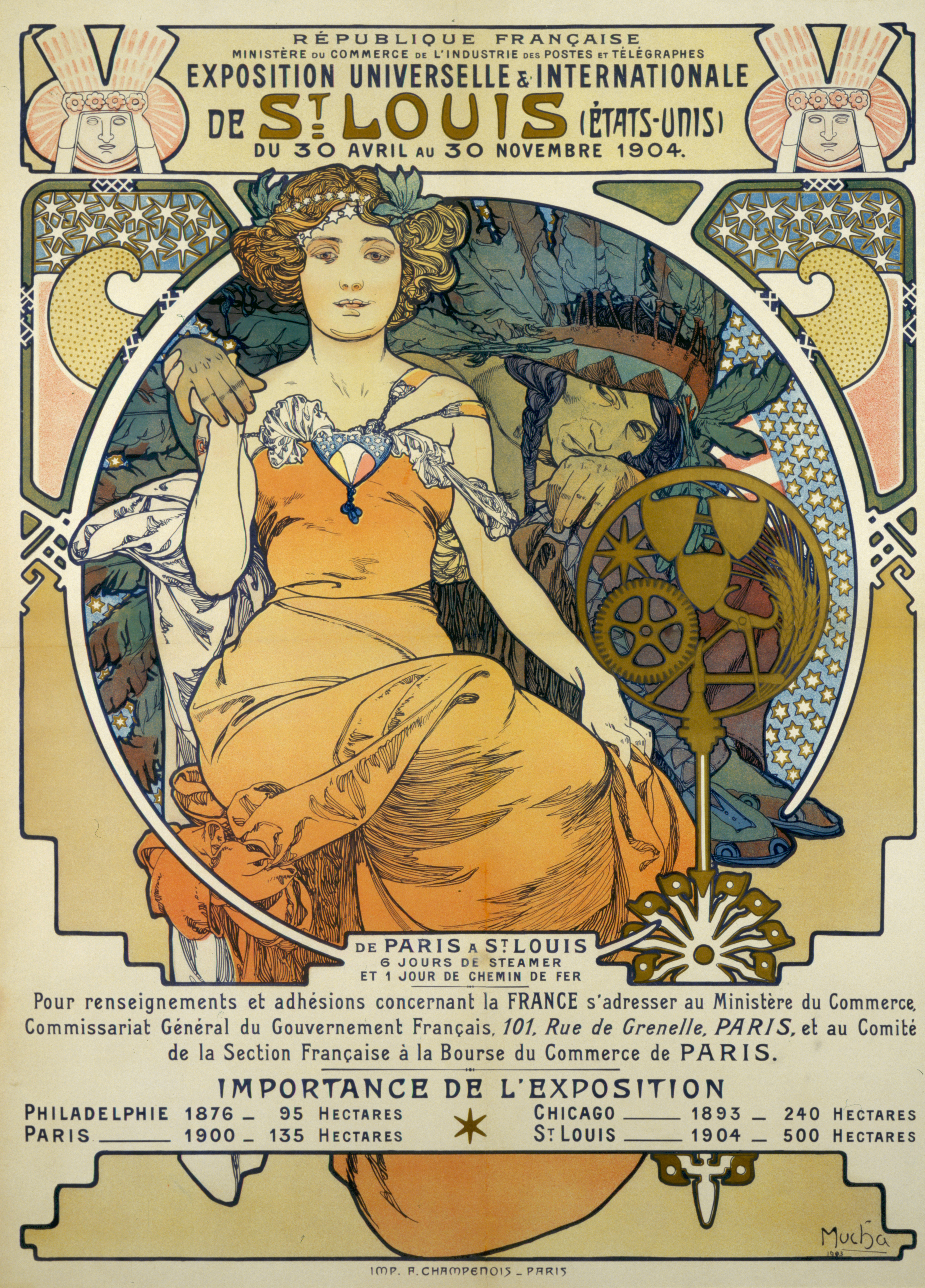
ポスター

セントルイス万国博覧会（セントルイスばんこくはくらんかい, Louisiana Purchase Exposition, Expo 1904）は、ルイジアナ買収100周年を記念して、1904年4月30日から12月1日までアメリカ合衆国ミズーリ州のセントルイスで開催された国際博覧会である。60ヶ国が参加し、会期中1969万人が来場した。この時、セントルイスオリンピックが同時開催された。
アメリカ軍の捕囚のインディアンの族長ジェロニモらが人間動物園として後年批判された人類学展示として日常生活を披露した。またドイツからはマルガレーテ・シュタイフのテディベアが出品され、グランプリを受賞した。

## 概要
会場となったのはダウンタウンの西6キロメートルに位置するフォレストパークである。それまでの博覧会史上最大の約510ヘクタールの敷地に、教育、芸術、科学といった「文明」の成果に関する16の展示をはじめ、農業、工業、漁業などの「自然」に関連する部門の展示が並べられ、展示館の最後には、人類学、社会経詩学、身体文化の展示が加えられた。会場内に1576の建物がつくられ、会場内を走る鉄道は21キロメートルに及び、17の駅を建設、シカゴ・セントルイス間の無線電信の実験、飛行船や160台の自動車が出展された。
文物の展示だけでなく、マックス・ウェーバーやアンリ・ポアンカレといった国際的に著名な学者も参加する国際会議も開催された。日本からは岡倉天心が講演した。人類学展示では、アフリカのピグミー，アルゼンチンのパタゴニア巨人、北米やフィリピンの先住民に加えて、アイヌが参加し、実際の生活を行なってみせた。
博覧会場の南側には、「パイク」と呼ばれる娯楽地区が設けられ、巨大な観覧車のほか、チロル・アルプスとドイツ風レストラン，ボーア戦争の戦関シーンの再現、動物ショーなどに混ざって、オリエント風の見世物や日本の歌舞伎などが上演された。また、米西戦争の勝利で1888年に米国支配となったフィリピンの植民地展示が行なわれ、広大な敷地に40の部族からなる1200人のフィリピン先住民が集められた。
俗に、このセントルイス万博がアイスティーの原点とする説がある。

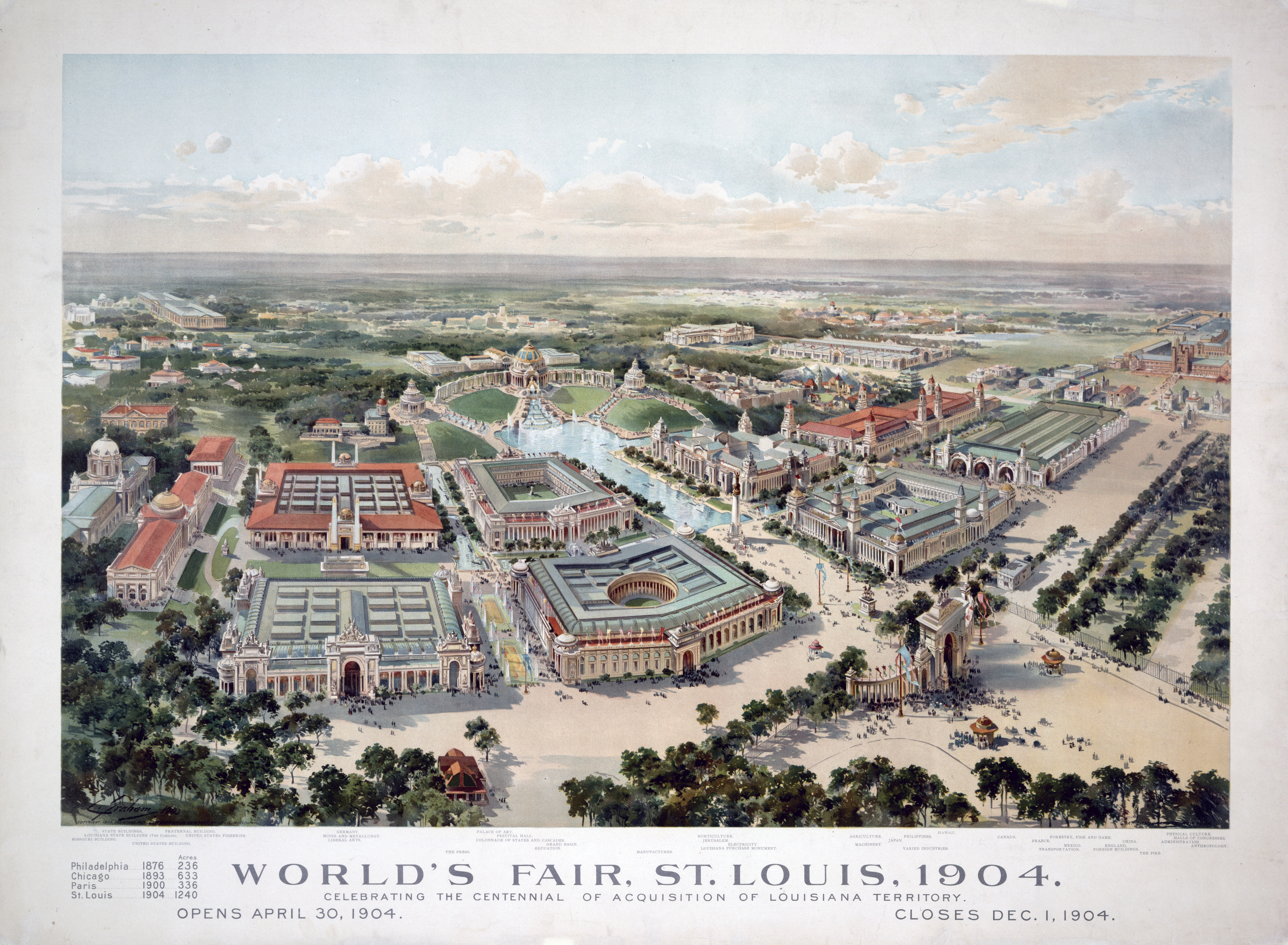
会場全体
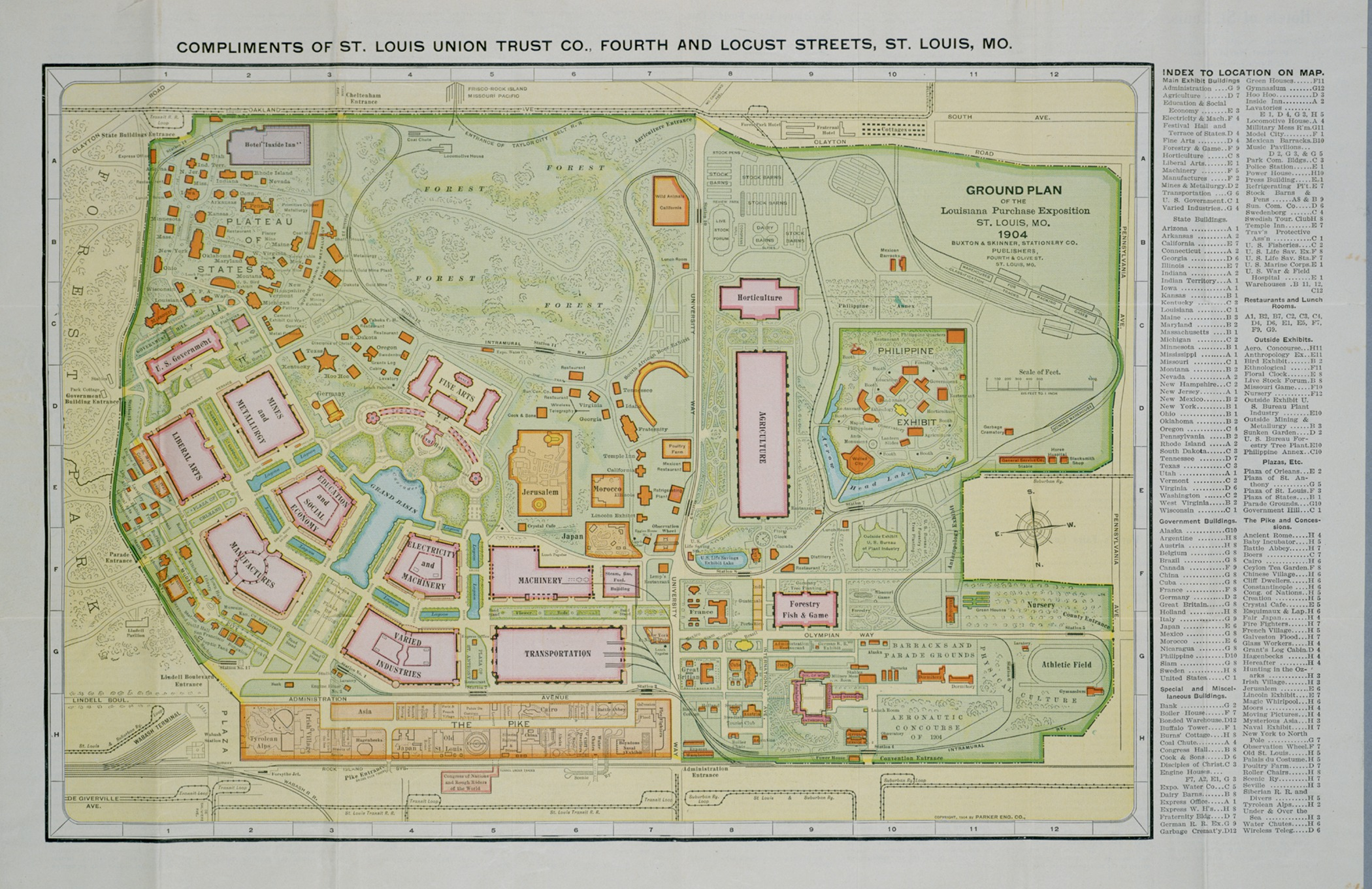
地図
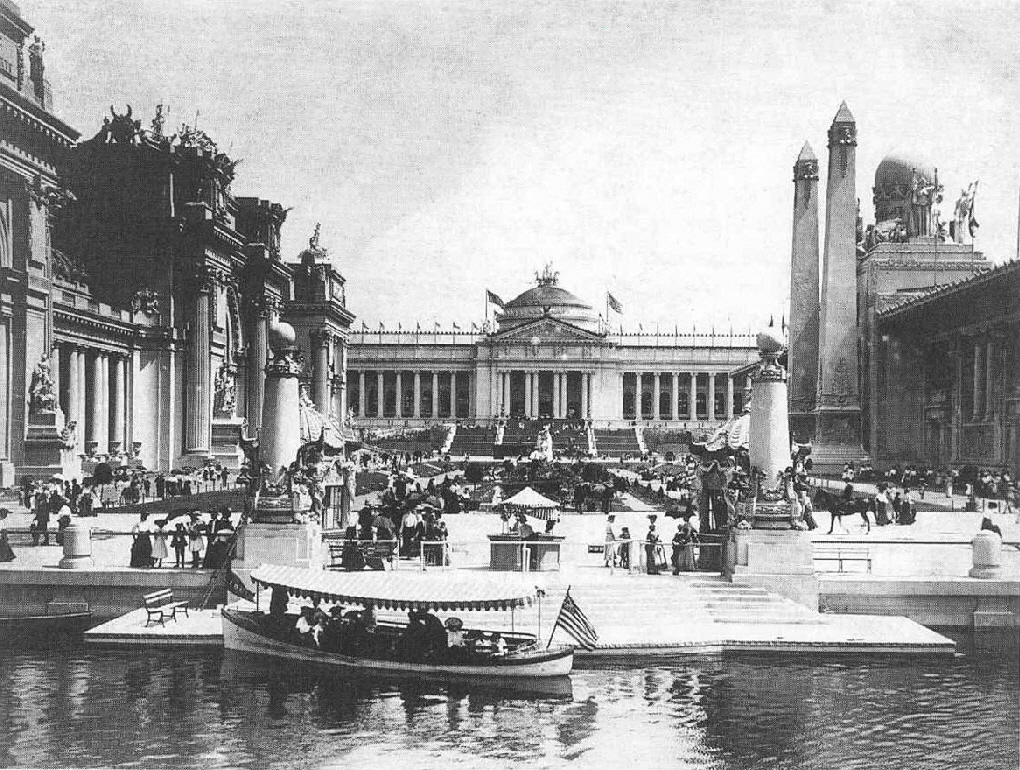
博覧会の政府の建物(David R. Francis, The Universal Exposition of 1904)

## 日本の参加
米国からの参加要請により、1902年に公式参加を決定、総裁に平田東助、のち清浦奎吾、副総裁に松平正直、事務局長に手島精一、評議員に福羽逸人、久留正道らが就任した。展示面積は国力に比例していたため、日本は割り当てられていた敷地の拡大を交渉し、前回のパリ万博の3倍の27万平方フィートを獲得、日本館専用の会場のほか、教育、美術、工業、工藝、通運、採掘及冶金、農業、林業漁業及狩猟、電氣の9館で展示を行なった。専用会場には、本館と日本庭園のほか、事務所館、眺望亭、台湾館、売店、喫茶店などが造られた。
日本館は博覧会終了後、タカジアスターゼやアドレナリンの発明者でアメリカで成功していた高峰譲吉に譲渡され、サリバン郡 (ニューヨーク州)メリーウォルドにある高峰の所有地内に移築され、夏の別荘「松楓殿」として使用された。高峰が没した翌年妻が売却し、以降売買が繰り返され、タキヒョーの所有となった。

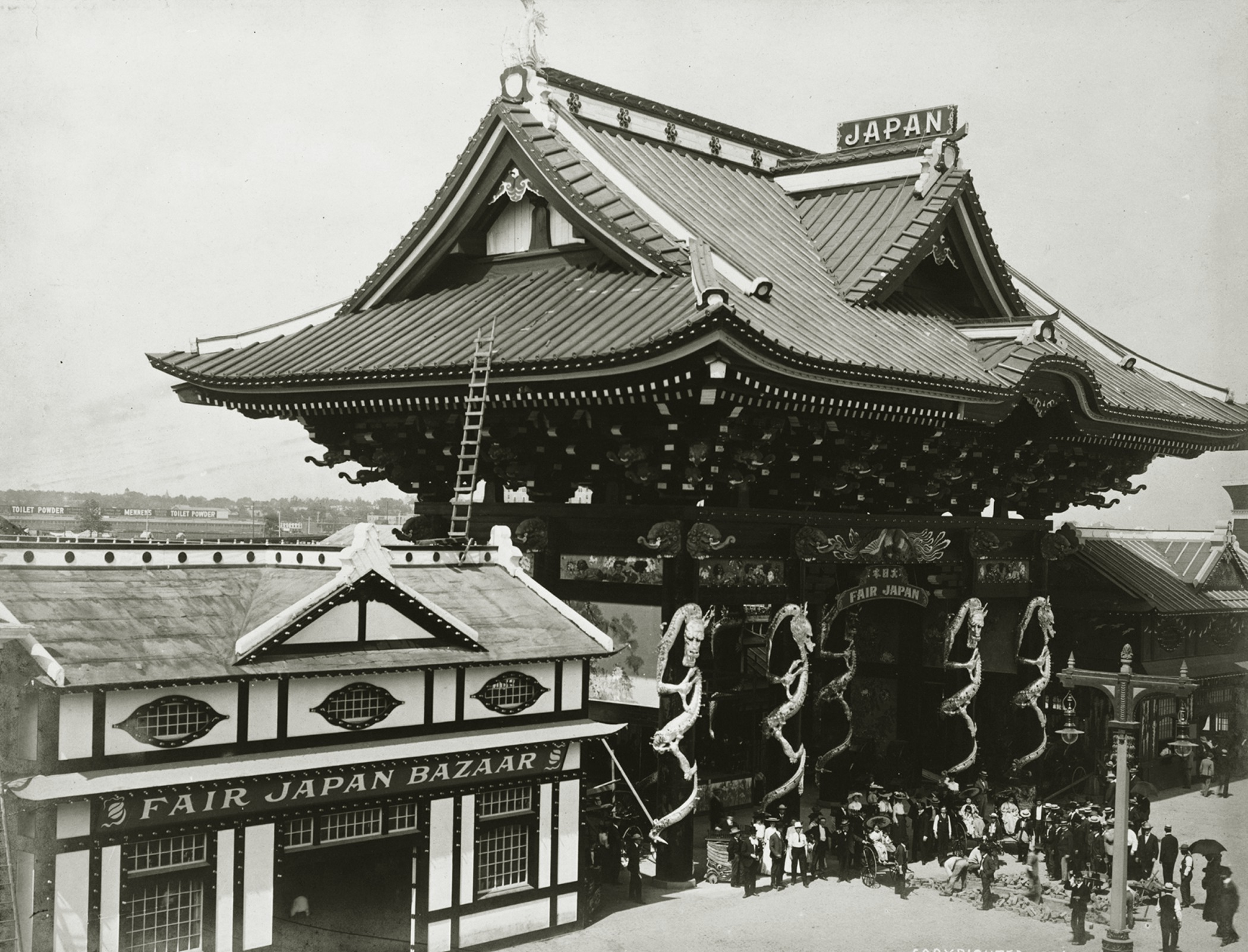
日本館の正門と売店
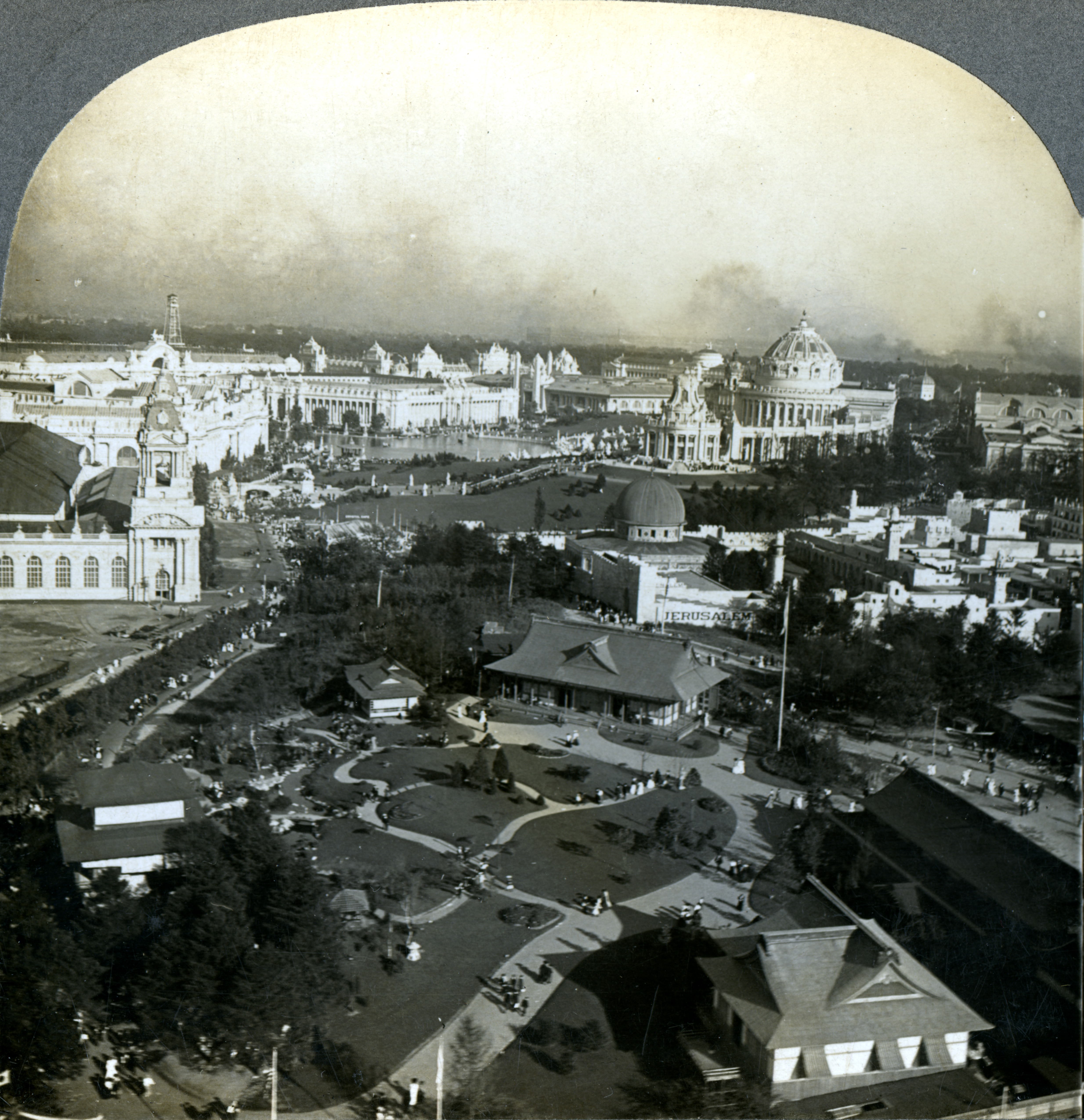
日本会場全景
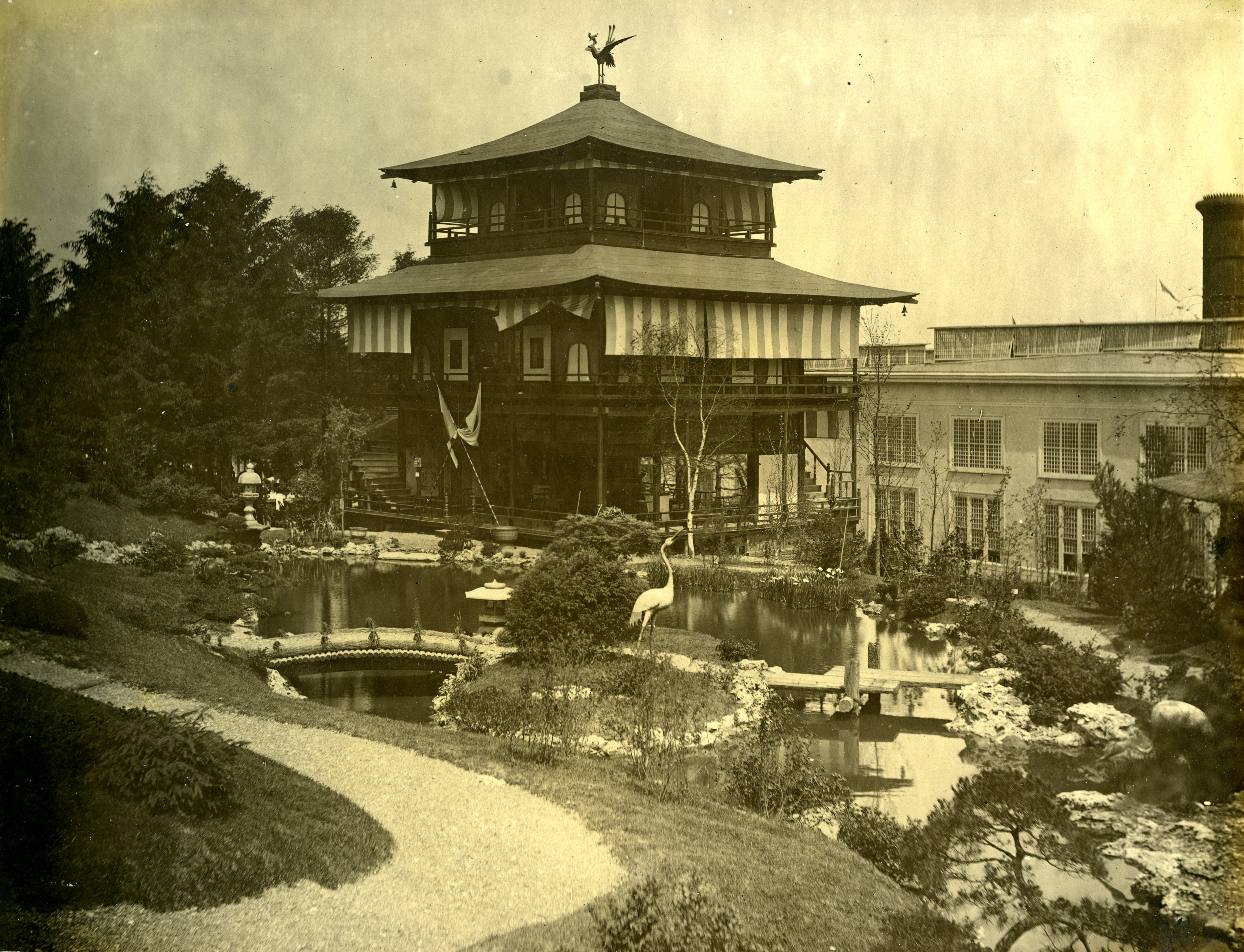
喫茶店「金閣」と日本庭園
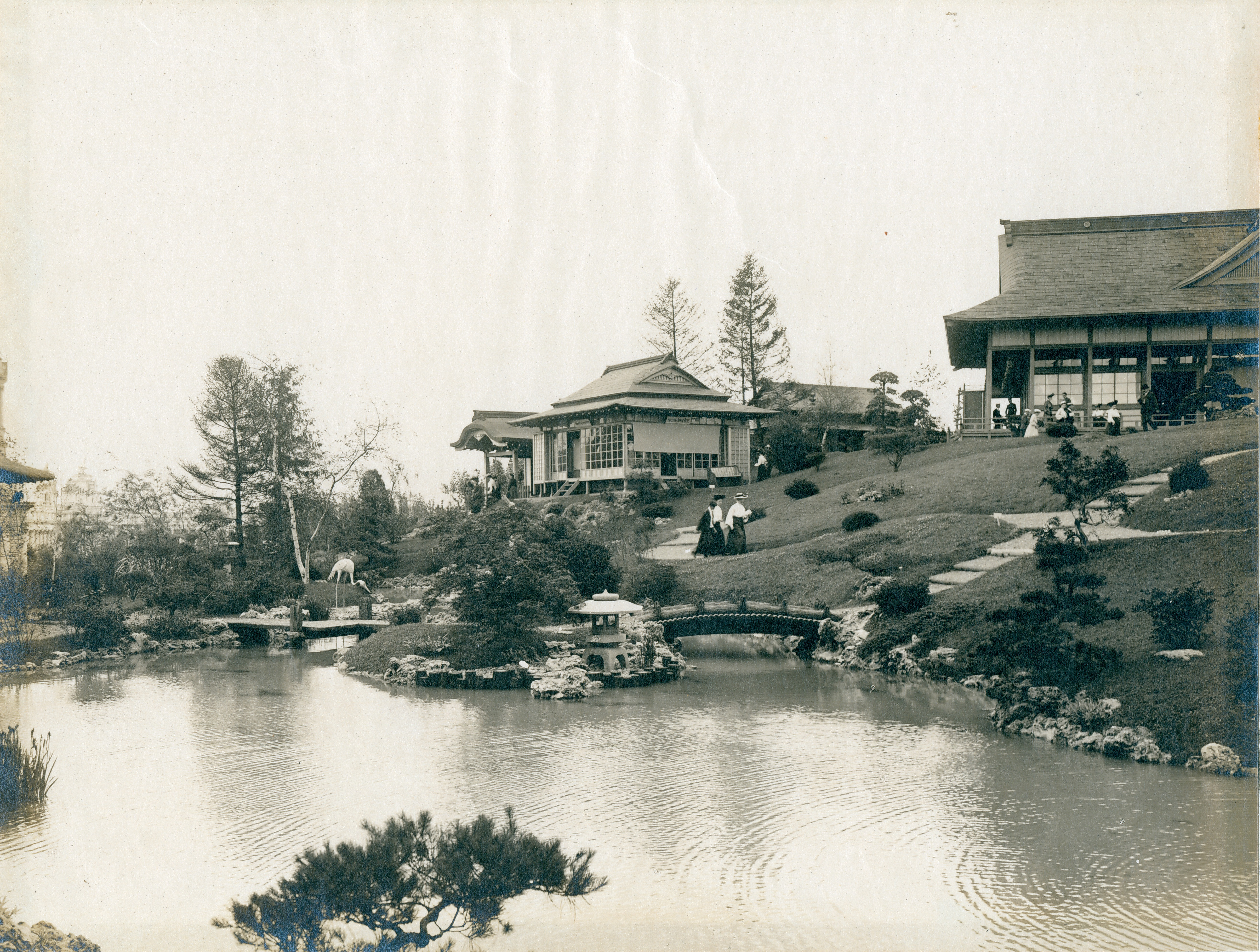
眺望亭（左）、本館（右）と日本庭園
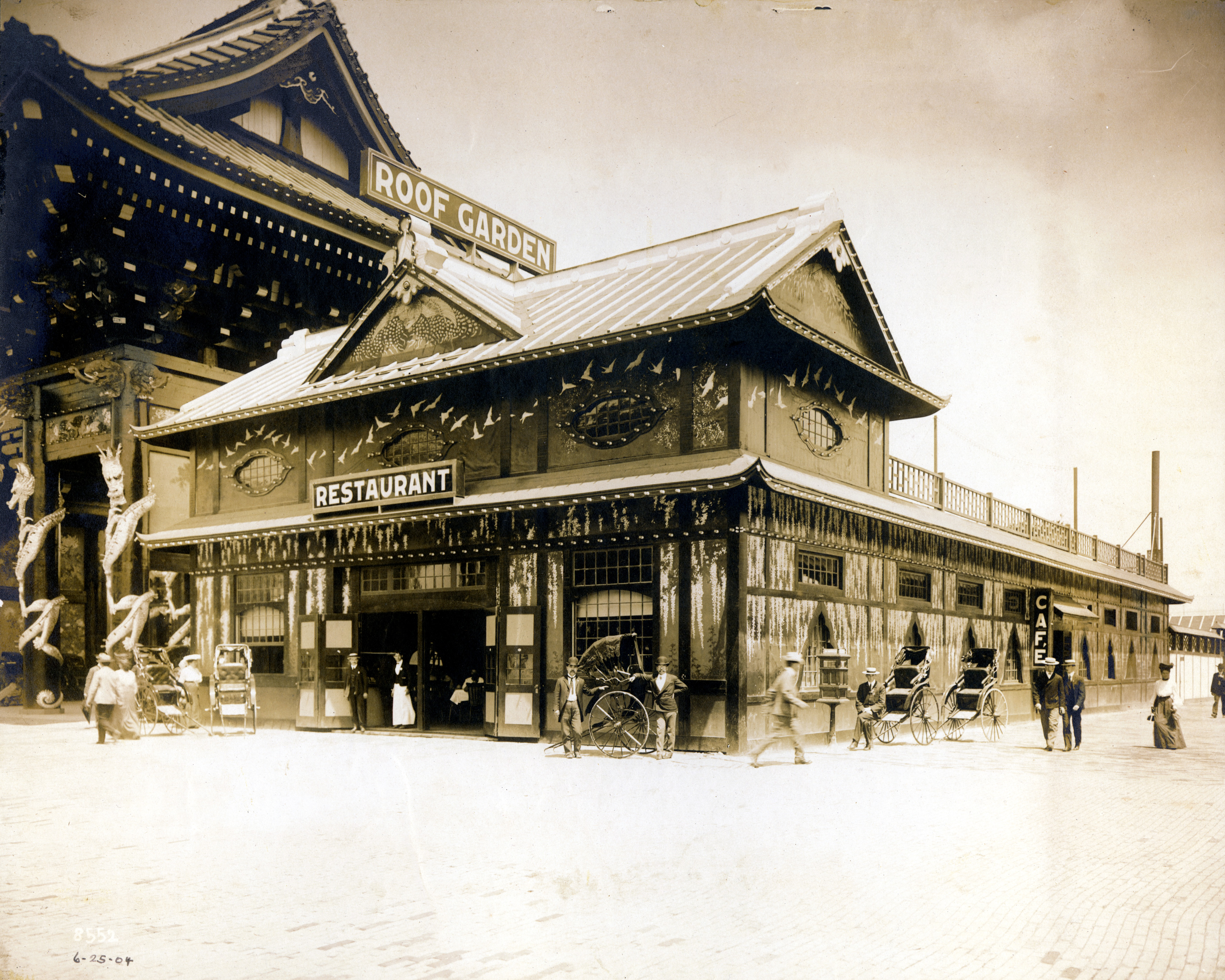
喫茶店
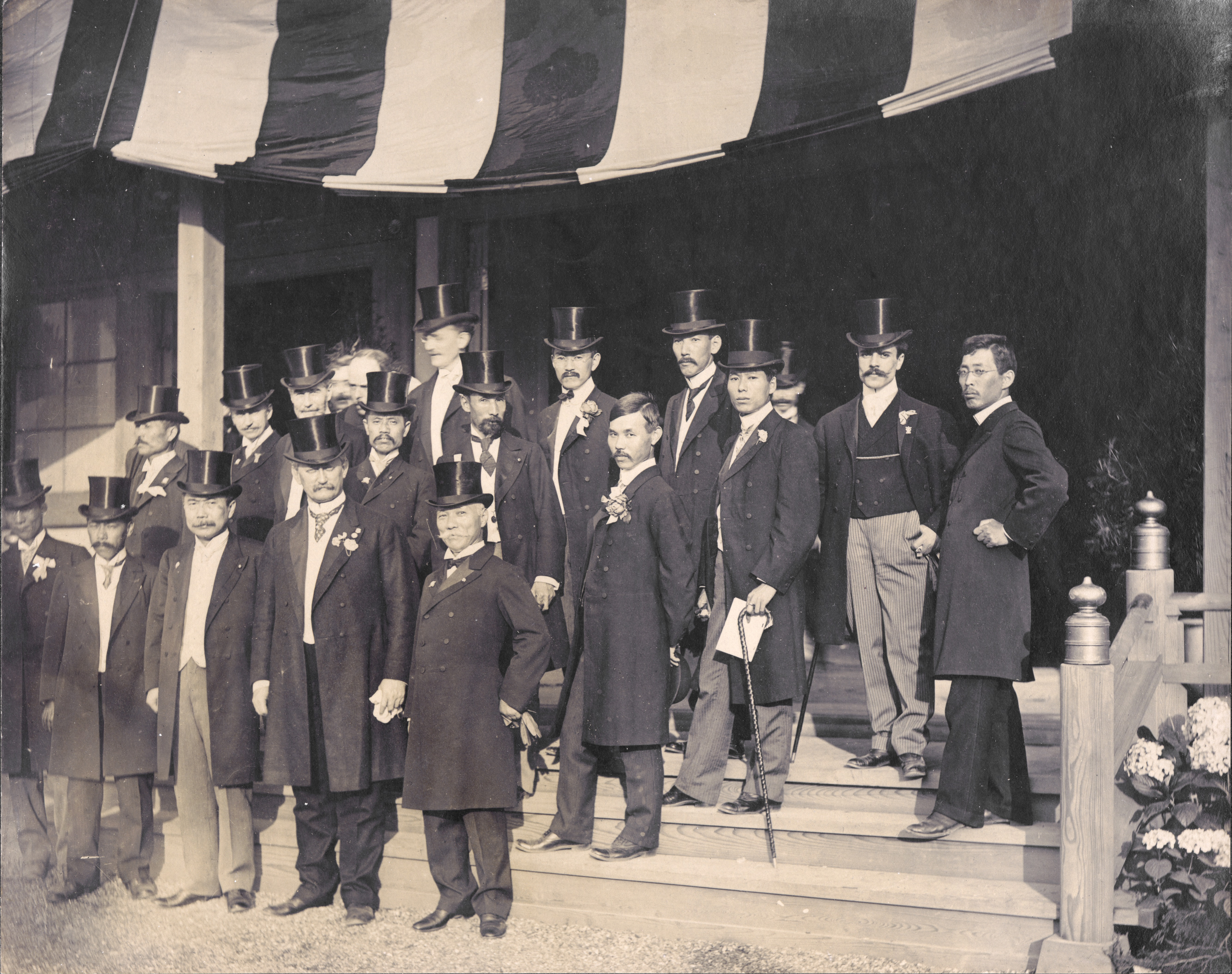
日本代表団
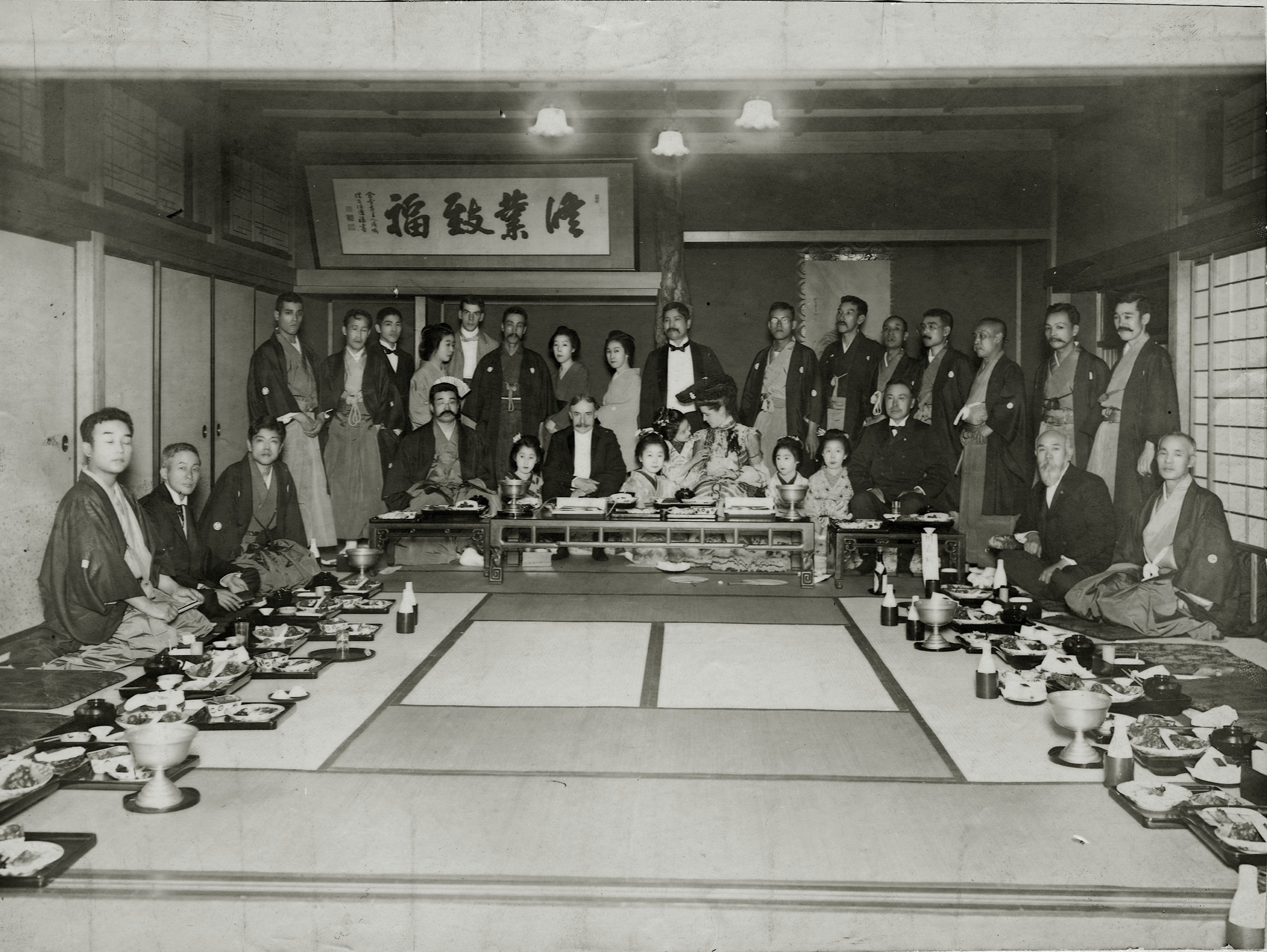
博物館特別委員を招いた宴会
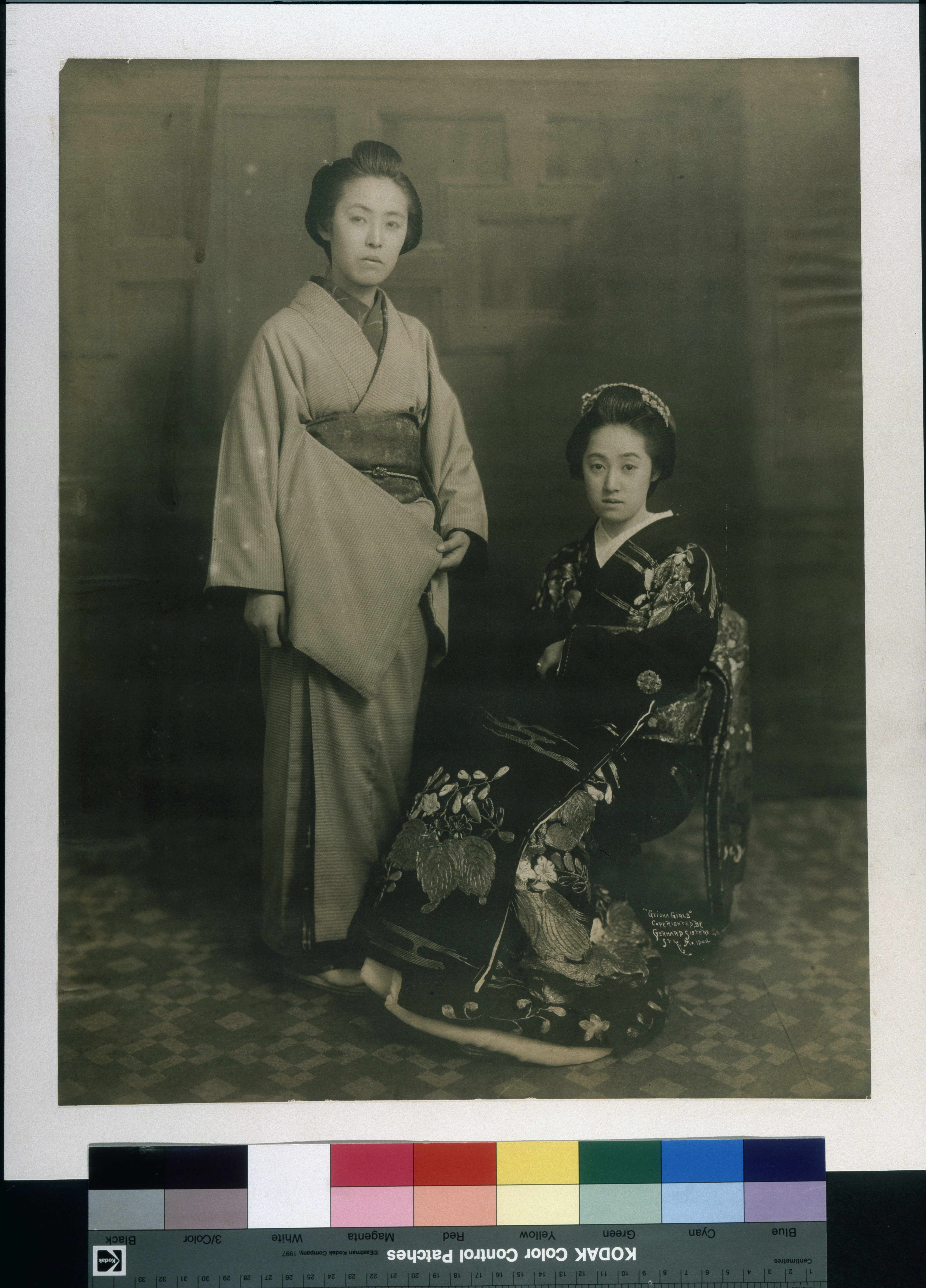
芸者。数多くの芸者が博覧会のために渡米したが、会期中に4名が死亡、1名が行方不明となった。
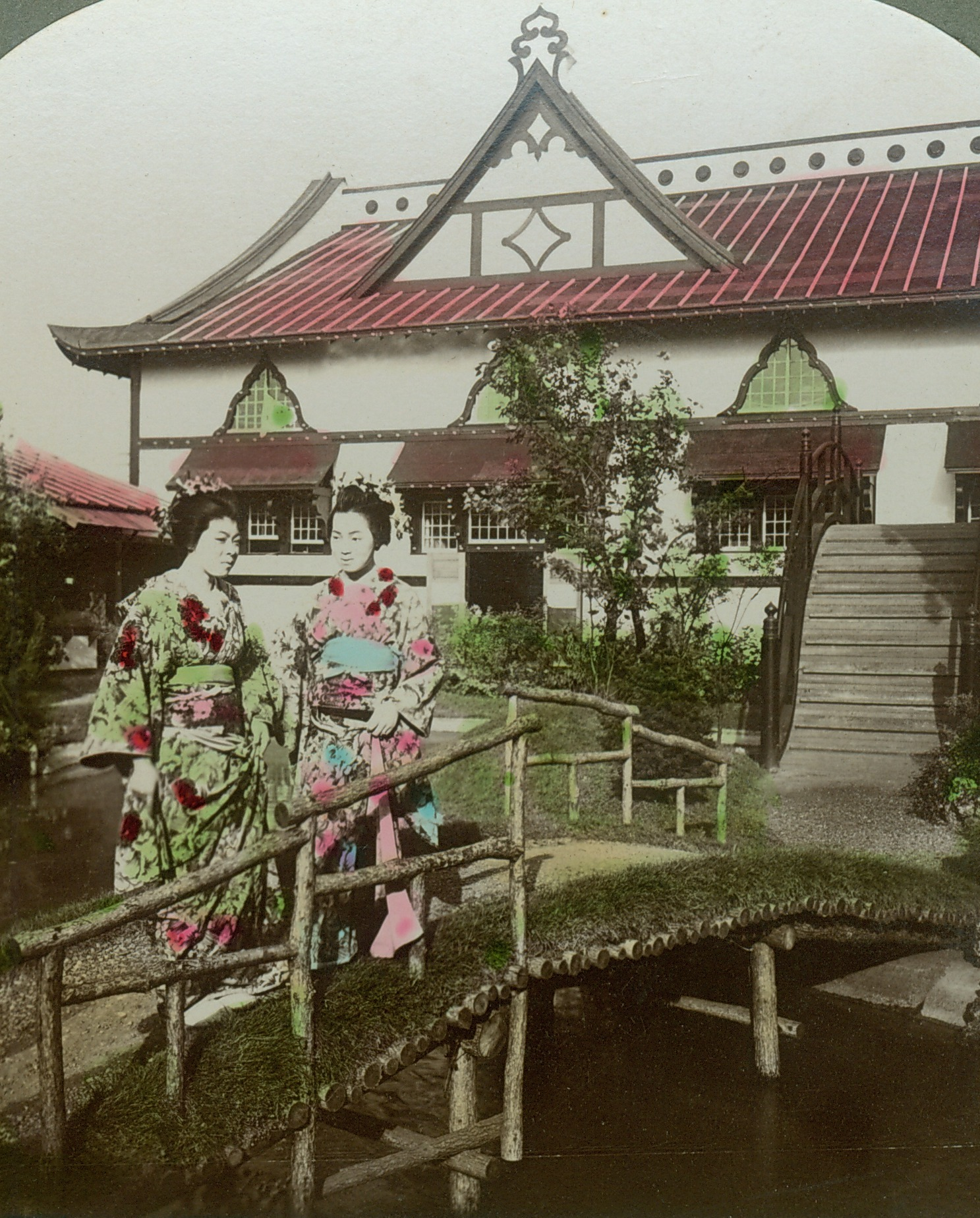
芸者。後ろは日本の物産販売所。賃金で揉めストライキを起こす芸者もあったが、帰国を拒否する者も多数いた。
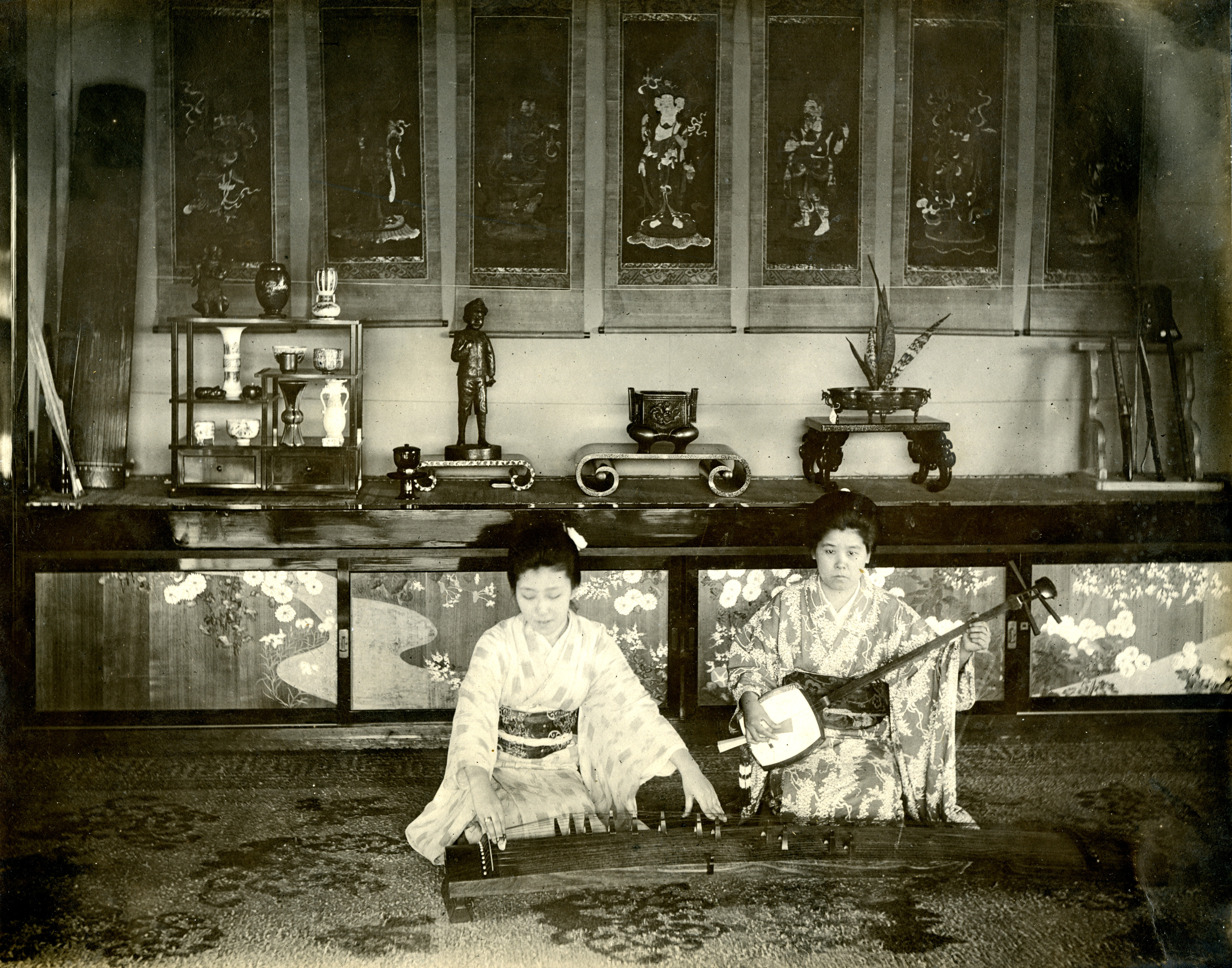
琴と三味線の演奏
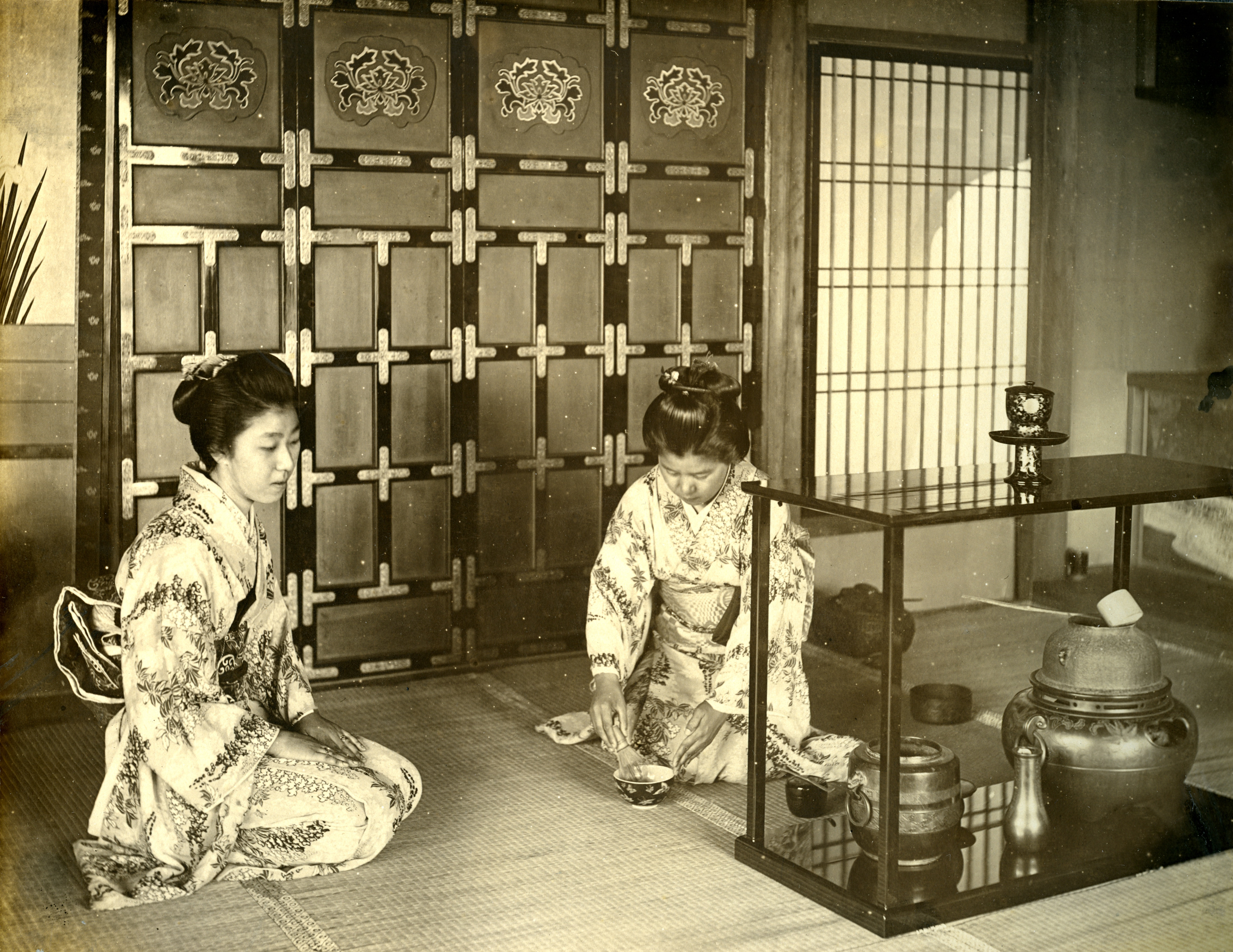
茶のお点前
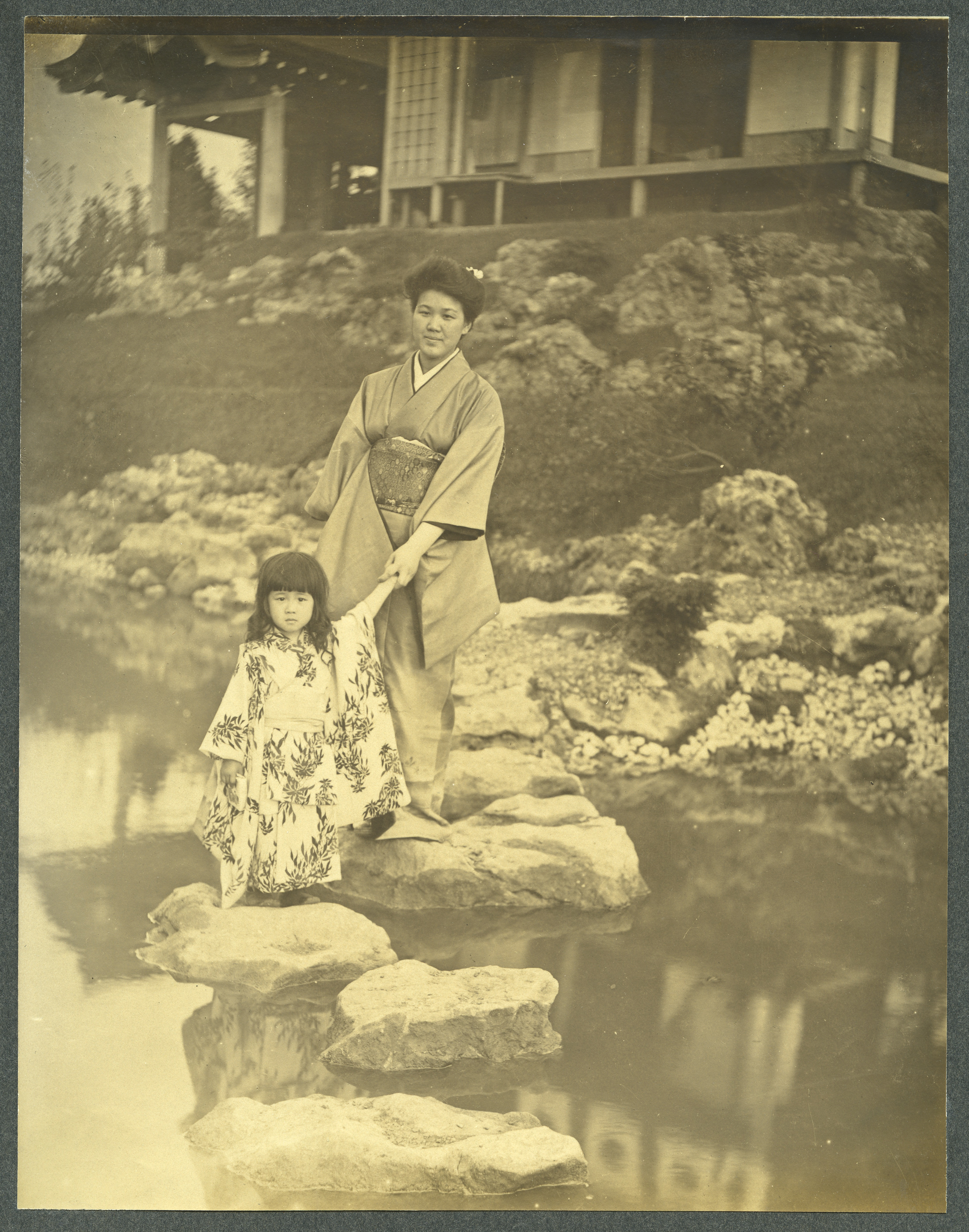
日本庭園を歩く女性と子供
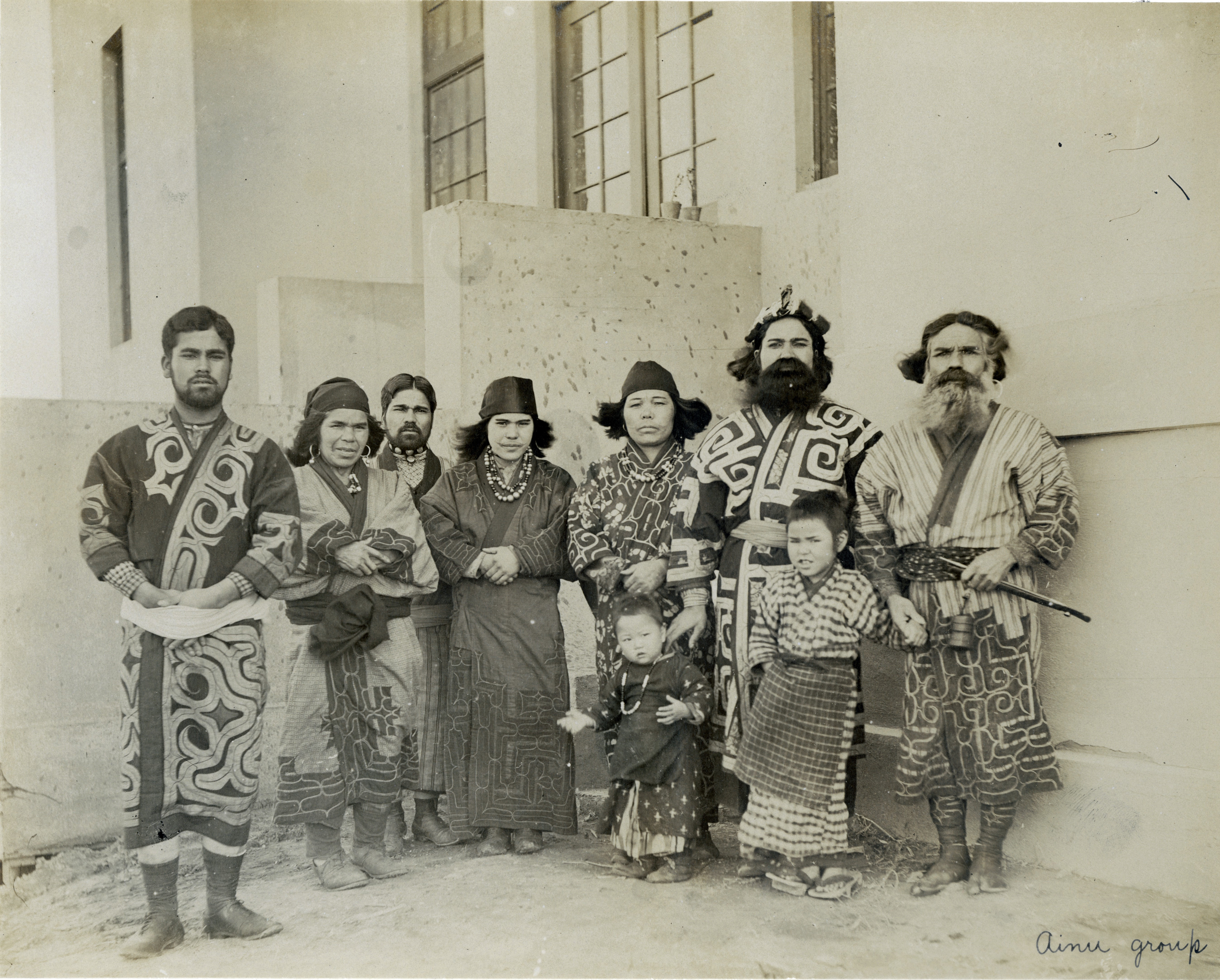
博覧会側から人類学上の研究のためとしてアイヌの招聘を要請され、経費は博覧会持ちで3家族と単身男性から成る9人のアイヌを渡米させた。人選はフレデリック・スタールとジョン・バチェラーが行なった。
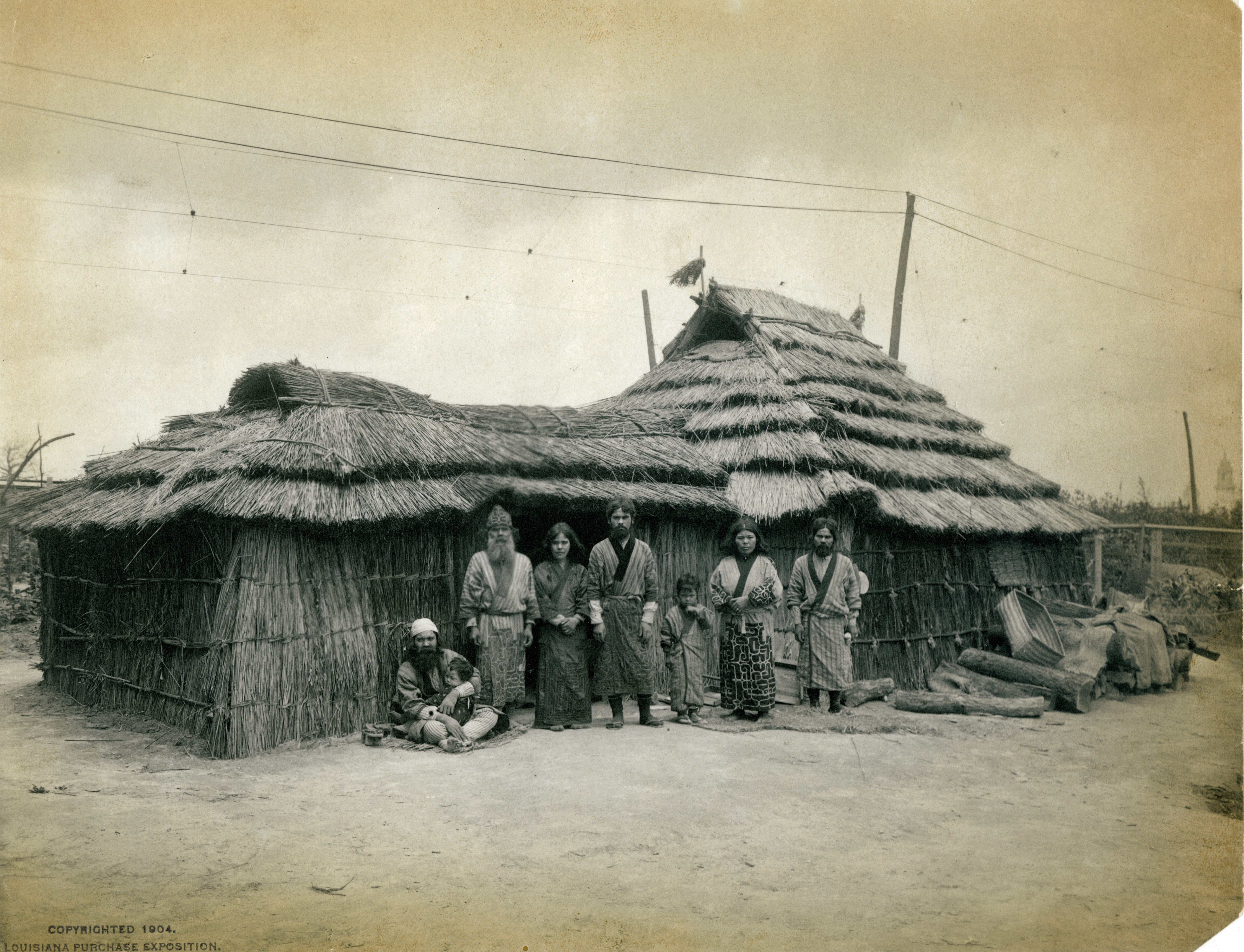
スタールが北海道で買い求めたアイヌの家が2軒移築され、ここで8か月暮らした。工芸品が人気を集め、多額の収入を得た。
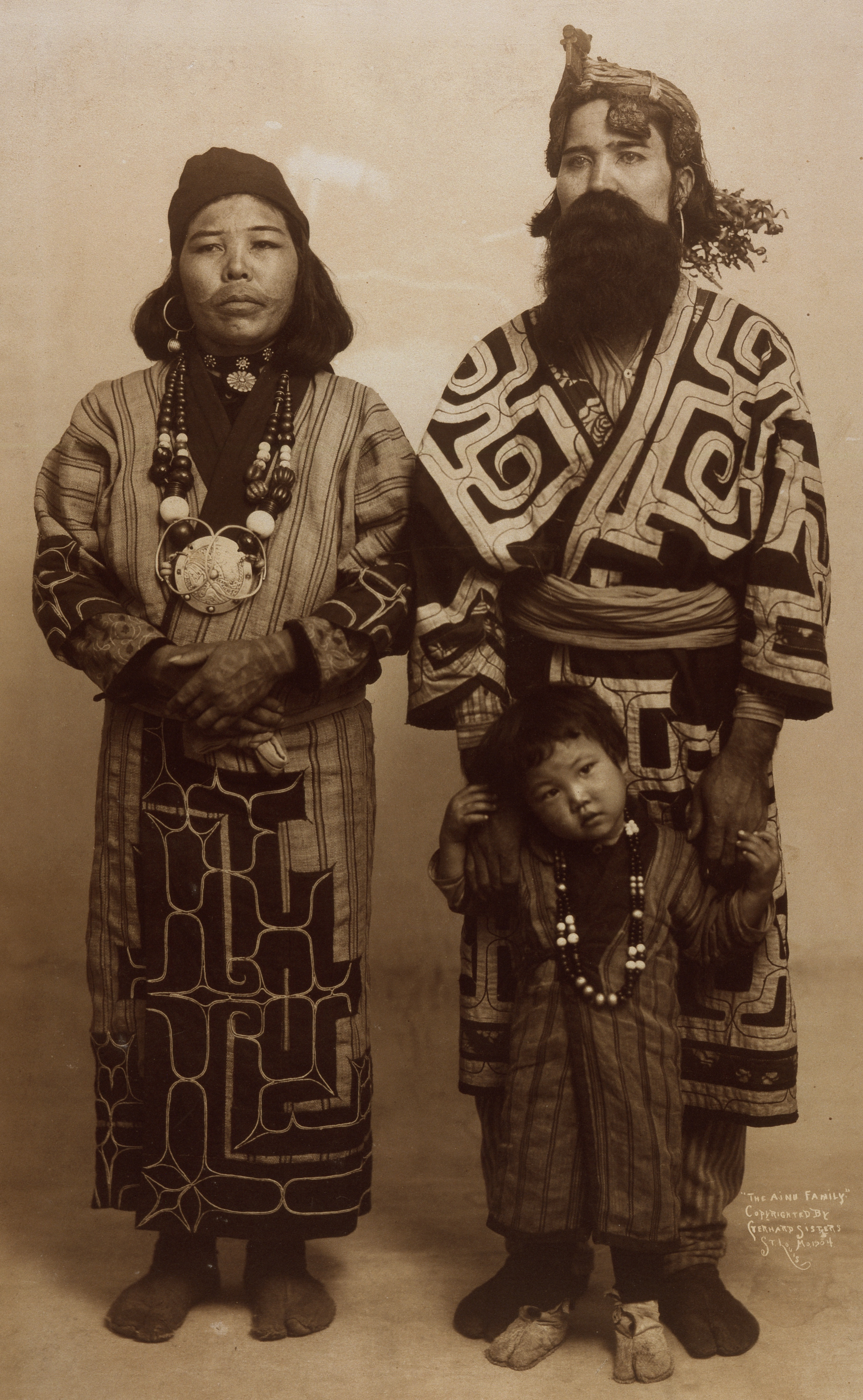
平取村から来た平村一家。当時夫婦ともに30代で娘は4歳。